# Castril (cráter)

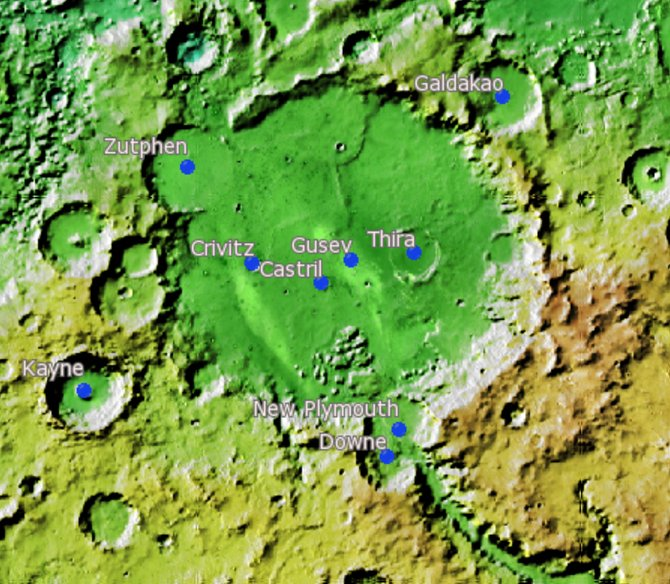
Localización de Castril

Castril es el nombre de un pequeño cráter de impacto en el planeta Marte situado a -14,7° Norte (hemisferio Sur) y -184,8° Oeste. El impacto causó un abertura de 2,2 kilómetros de diámetro en la superficie del cuadrante Aeolis, correspondiente a la nomenclatura MC-23.
Se encuentra en el interior del cráter Gusev, que con 158 km de diámetro aloja otros impactos con nombre propio, como Crivitz o Thira.
El nombre fue aprobado en 2002 por la Unión Astronómica Internacional en honor a la localidad española de Castril, en la provincia de Granada.